# Munderfing
Munderfing – miejscowość i gmina w Austrii, w kraju związkowym Górna Austria, w powiecie Braunau am Inn. Liczy 2,9 tys. mieszkańców.